# قهرمانی بین قاره‌ای دبلیودبلیوئی
عنوان قهرمانی بین قاره‌ای دبلیودبلیوئی (به انگلیسی: WWE Intercontinental Championship) یک کمربند قهرمانی کشتی حرفه‌ای مختص به مردان است که توسط کمپانی دبلیودبلیوئی ایجاد و از آن در برند راو دفاع می‌شود. این عنوان در کنار کمربند قهرمانی ایالات متحده برند اسمک‌داون، دو عنوان رده دومی این کمپانی برای کشتی‌گیران مرد به شمار می‌رود. قهرمان فعلی، دامینیک میستریو است که برای نخستین بار قهرمان این کمربند شده است. او با شکست دادن قهرمان پیشین، بران بریکر، پنتا و فین بلر در مسابقه ۴ نفره در شب دوم رسلمنیا ۴۱ به تاریخ ۲۰ آوریل ۲۰۲۵، قهرمان شد.
این عنوان در ۱ سپتامبر ۱۹۷۹ و در زمانی که هنوز نام این شرکت، دبلیودبلیواف بود، تأسیس شد. نخستین قهرمان این کمربند، پت پترسون بود که توانسته بود کمربند آمریکای شمالی دبلیودبلیواف که قهرمانش بود را با کمربند ساختگی آمریکای جنوبی که در واقعیت وجود نداشت، در مسابقه‌ای ادغام کند. این کمربند، پس از کمربند دبلیودبلیوئی، قدیمی‌ترین کمربند قهرمانی این شرکت به شمار می‌رود. پس از آنکه دبلیودبلیوئی، مالکیت کمربند ایالات متحده را نیز به دست آورد، این کمربند به عنوان سومین عنوان قدیمی این شرکت به حساب می‌آید. با وجود آنکه این کمربند یک عنوان قهرمانی رده دومی به شمار می‌آید، اما در بسیاری از پی‌پرویوهای دبلیودبلیوئی در مین ایونت از آن دفاع شده است؛ مثل رسلمنیا ۶، سامراسلم ۱۹۹۲، بکلش ۲۰۰۱ و اکستریم رولز ۲۰۱۸.

## ریشه‌شناسی
اصطلاح بین قاره ای اصالتاً به قاره‌های آمریکای جنوبی و آمریکای شمالی اشاره داشته‌است.طرح کمربند امروزی اقیانوس اطلس، اقیانوس هند و بخشی از اقیانوس آرام را نشان می دهد.این طرح همچنین شامل قاره اروپا، آمریکا و بخش هایی از قاره های آسیا ، آفریقا و استرالیا است. ۷ آوریل ۱۹۸۹ برای اولین بار ریک رود از قهرمانیش در بیرون از قاره آمریکا (شهر تورین) دفاع کرد.در تاریخ ۳۰ مارس ۱۹۹۱ نیز این قهرمانی در قاره آسیا بکار گرفته شد. بار اول بکارگیری این قهرمانی در قاره آفریقا، مسابقه ای بین راک و ساویو وگا در شهر دوربان آفریقای جنوبی بود.مسابقه ای در ۷ آوریل ۲۰۰۶ بین شلتون بنجامین و ژن اسنیتسکی در شهر بریزبن این قهرمانی را به استرالیا آورد.